# Анонімний рахунок
Аноні́мний раху́нок — банківський рахунок, який дає право виконувати будь-які операції на рахунку, розпоряджатися коштами його без встановлення банком особистості вимагача. Ототожнення людини, яка має таке право, відбувається з використанням номерів, кодів, паролів. Найбільшого поширення набув нині номерний рахунок, коли його уповноважена особа ідентифікується за допомогою номера, що вказаний у документі, виданому банком клієнту, про факт укладання договору номерного рахунку.

## Анонімні рахунки в Україні
В Україні функціонування анонімних рахунків фізичних осіб–резидентів та нерезидентів було започатковано Національним банком України у 1995 році з метою активного залучення коштів до банківської системи.
З 2019 року Постановою Правління НБУ банкам заборонено відкривати та вести анонімні (номерні) рахунки. Банк відкриває рахунок клієнту лише після здійснення його ідентифікації та верифікації банком.